# Cornwall River Kings
Cornwall River Kings byl profesionální kanadský klub ledního hokeje, který sídlil v Cornwallu v provincii Ontario. V letech 2012–2016 působil v profesionální soutěži Ligue Nord-Américaine de Hockey. River Kings ve své poslední sezóně v LNAH skončily v základní části na osmém místě. Své domácí zápasy odehrával v hale Cornwall Civic Complex s kapacitou 5 000 diváků. Klubové barvy byly červená a bílá.
Založen byl v roce 2012 po přestěhování týmu Windsor Wild do Cornwallu.

## Přehled ligové účasti
Zdroj: 
- 2012–2016: Ligue Nord-Américaine de Hockey